# Flamin’ Hot
Flamin’ Hot ist ein Film von Eva Longoria. Es handelt sich dabei um eine Filmbiografie über Richard Montañez, den Erfinder des Kultsnacks Flamin’ Hot Cheetos. Der Film feierte im März 2023 beim South by Southwest Film Festival seine Premiere. Im Juni 2023 wurde er in den USA in das Programm von Hulu und in Deutschland in das Programm von Disney+ aufgenommen.

## Handlung
Nachdem Richard Montañez, der Sohn mexikanischer Einwanderer, zunächst als Hausmeister des Snackherstellers Frito-Lay arbeitet, kommt ihm eines Tages die Idee für die Flamin’ Hot Cheetos, einen scharf gewürzten Knabbersnack.

## Biografisches
Richard Montañez arbeitete als Hausmeister in einer Fabrik von Frito-Lay im kalifornischen Rancho Cucamonga, als er sich einen mit Chili überzogenen Cheeto ausdachte und der Geschäftsleitung den Vorschlag für die „Flamin’ Hot Cheetos“ machte.
Seine ersten Memoiren wurden 2013 bei Tate Publishing unter dem Titel A Boy, a Burrito, and a Cookie veröffentlicht. Im Jahr 2021 veröffentlichte er bei Penguin Random / Portfolio seine zweiten Memoiren mit dem Titel Flamin’ Hot: The Incredible True Story of One Man’s Rise from Portier to Top Executive. Ob sich darin beschriebene Begebenheiten wirklich ereigneten, ist umstritten. Nach der Veröffentlichung der Memoiren sprach The Times mit 20 Personen, die 32 Jahre zuvor, als die Flamin’ Hot Cheetos auf den Markt kamen, in den Abteilungen von Frito-Lay arbeiteten, die für die Entwicklung neuer Produkte verantwortlich waren. Niemand erinnerte sich an eine in dem Buch beschriebene Szene, in der sich mehr als 100 Personen, die meisten von ihnen Topmanager, neben dem CEO in einem Konferenzraum des Firmengebäudes in Rancho Cucamonga versammelt haben sollen, um seiner Präsentation beizuwohnen.

## Produktion
Regie führte die durch ihre Rolle in der Fernsehserie Desperate Housewives bekannt gewordene Schauspielerin Eva Longoria. Flamin’ Hot stellt nach der Tätigkeit für Fernsehserien ihre erste Regiearbeit bei einem Spielfilm dar. Linda Yvette Chávez und Lewis Colick adaptierten Montañez’ Memoiren für den Film.

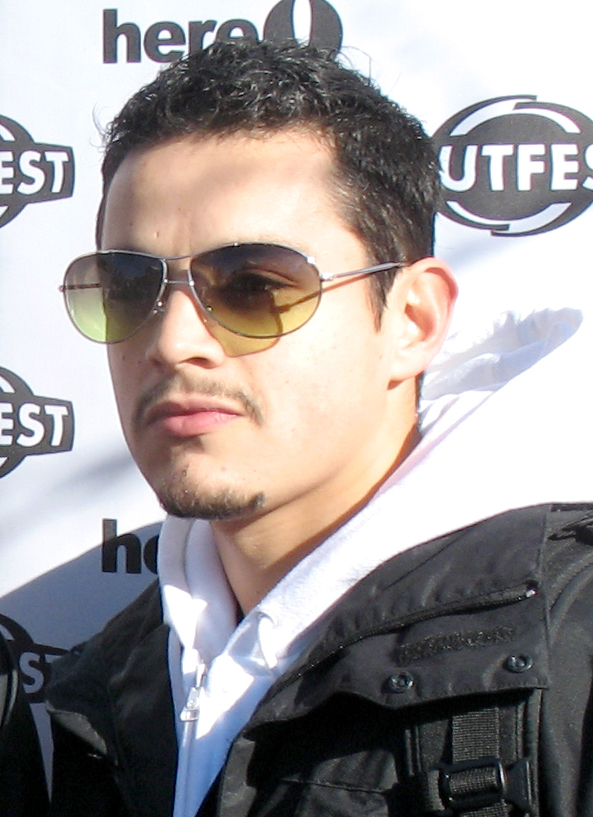
Jesse Garcia spielt Richard Montañez

Jesse Garcia, mit dem Longoria für den Film Tell It Like a Woman vor der Kamera stand, ist ein der Hauptrolle als Richard Montañez zu sehen. Annie Gonzalez spielt seine Ehefrau Judy. Matt Walsh ist in der Rolle des egozentrischen Managers der Fabrik zu sehen und Tony Shalhoub als Frito-Lay-CEO Roger Enrico. Dennis Haysbert spielt Richards Mentor Clarence C. Baker, der als Ingenieur in der Fabrik tätig ist. In weiteren Rollen sind Emilio Rivera, Pepe Serna, Bobby Soto, Jimmy Gonzales und Brice Gonzalez zu sehen.
Die Dreharbeiten wurden im August 2021 beendet. Als Kameramann fungierte Federico Cantini.
Die Filmmusik komponierte der Brasilianer Marcelo Zarvos. Anfang Juni 2023 veröffentlichten Kemosabe Records & RCA Records den Song The Fire Inside, für den Film geschrieben von Diane Warren und gesungen von Becky G als Download. Das Soundtrack-Album mit 31 Stücken der Filmmusik von Zarvos wurde am 9. Juni 2023 von Hollywood Records veröffentlicht.
Die Weltpremiere erfolgte am 11. März 2023 beim South by Southwest Film Festival, wo der Film mit dem Publikumspreis ausgezeichnet wurde. Der erste Trailer wurde kurz zuvor vorgestellt. Ende März, Anfang April 2023 wurde Flamin’ Hot beim Sun Valley Film Festival gezeigt und hiernach beim Florida Film Festival. Am 31. Mai 2023 eröffnet er das Los Angeles Latino International Film Festival. Am 9. Juni 2023 wurde der Film in den USA in das Programm von Hulu aufgenommen. Am selben Tag erschien er in Deutschland auf Disney+. Im Januar 2024 wurde er beim Palm Springs International Film Festival gezeigt.

## Rezeption

### Kritiken
Von den bei Rotten Tomatoes aufgeführten Kritiken sind 67 Prozent positiv. Auf Metacritic erhielt der Film einen Metascore von 58 von 100 möglichen Punkten.

### Auszeichnungen
Im Rahmen der Oscarverleihung 2024 wurde das Lied The Fire Inside aus dem Film in eine Shortlist der Kategorie Bester Song aufgenommen.
Artios Awards 2024
- Nominierung als Bester Fernseh- oder Streamingfilm[23]

Eddie Awards 2024
- Nominierung für den Besten Schnitt in einem Fernsehfilm (Kayla M. Emter & Liza D. Espinas)[24]

Hollywood Music in Media Awards 2023
- Nominierung als Bester Song – Spielfilm (The Fire Inside, Diane Warren und Becky G.)[25]

Guild of Music Supervisors Awards 2024
- Nominierung für die Beste Music Supervision – Filme mit einem Budget von unter 25 Millionen US-Dollar (Vanessa Jorge Perry)[26]

Imagen Awards 2023
- Auszeichnung als Bester Film

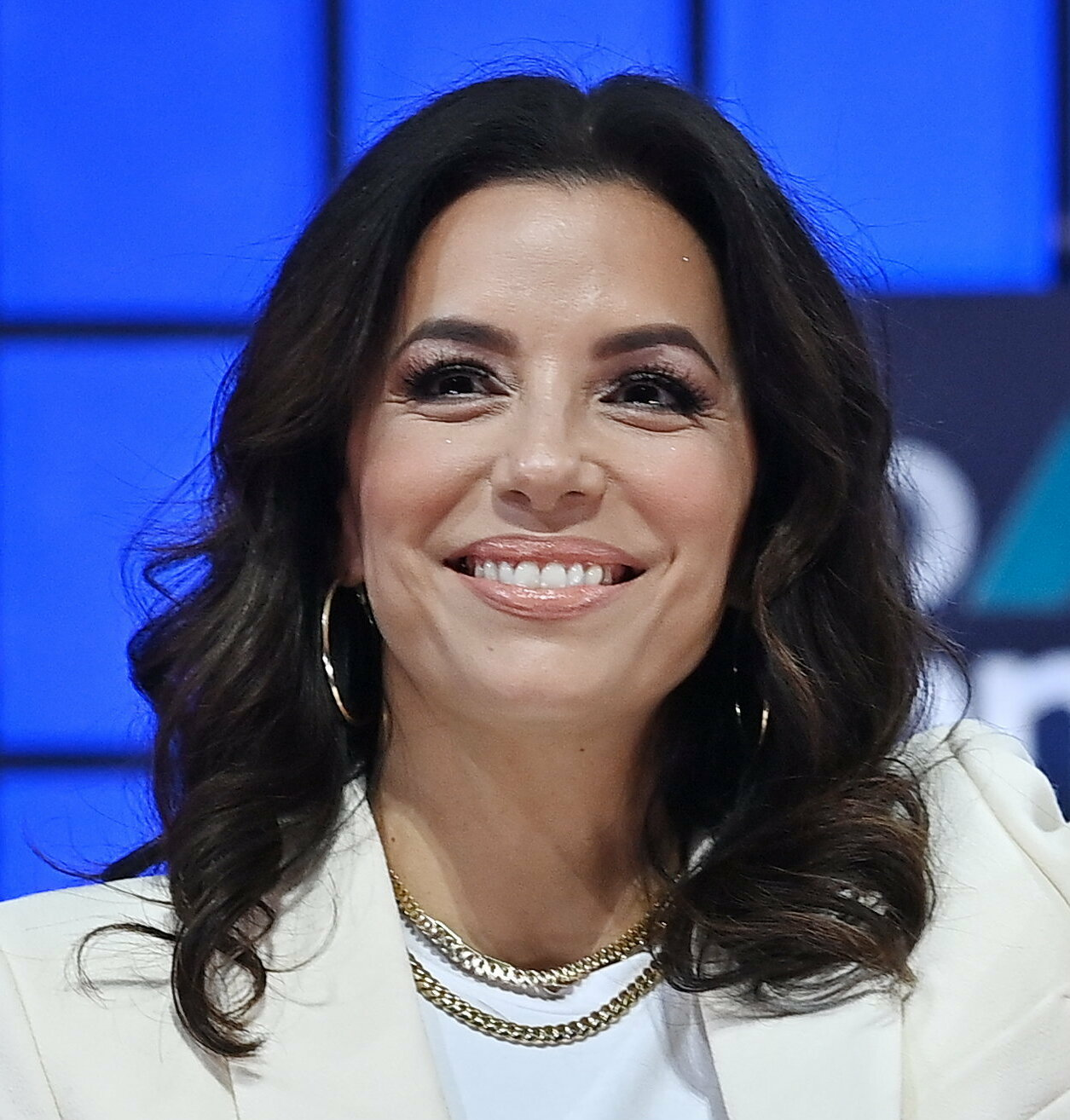
Regie führte Eva Longoria

- Auszeichnung für die Beste Regie (Eva Longoria)
- Auszeichnung als Bester Hauptdarsteller (Jesse Garcia)[27]

Maui Film Festival 2023
- Auszeichnung mit dem Rising Star Award (Annie Gonzalez)[28]

Oscarverleihung 2024
- Nominierung als Bester Filmsong (The Fire Inside, Diane Warren)

Palm Springs International Film Festival 2023
- Aufnahme in die Liste der „Directors to Watch“ (Eva Longoria)[29]

Satellite Awards 2023
- Nominierung als Bester Song (The Fire Inside, Diane Warren)[30]

Savannah Film Festival 2023
- Auszeichnung mit dem Discovery Director Award (Eva Longoria)[31]

Society of Composers & Lyricists Awards 2024
- Nominierung als Bester Song – Comedy or Musical Visual Media Production (The Fire Inside, Diane Warren)[32]

South by Southwest Film Festival 2023
- Auszeichnung mit dem Publikumspreis[33]